# Fukave
Fukave (auch: Fukaive) ist ein kleines Inselchen im Norden von Tongatapu im Pazifik. Es gehört politisch zum Königreich Tonga.

## Geographie
Das Motu liegt nördlich von Tongatapu. Die nächstgelegenen Inseln sind Nuku und Motu Tapu.
Zum Zeitpunkt des Zensus 2016 lebte ein Bewohner auf Fukave. Mittlerweile ist die Insel unbewohnt.

## Klima
Das Klima ist tropisch heiß, wird jedoch von ständig wehenden Winden gemäßigt. Ebenso wie die anderen Inseln der Tongatapu-Gruppe wird Fukave gelegentlich von Zyklonen heimgesucht.